# 매교역 푸르지오 SK뷰
매교역 푸르지오 SK뷰(Maegyo Station Prugio SK View)는 경기도 수원시 팔달구 매교동에 있는 아파트 단지이다. 팔달8구역 주택재개발 사업으로 들어섰으며, 52개동 3,603가구로 구성되어 있다.

## 같이 보기
- 푸르지오
- SK뷰